# Comté de Sarpy
Le comté de Sarpy est un comté de l'État du Nebraska, aux États-Unis. Son siège est la ville de Papillion.